# Любен Петков
Любен Петков Желязков е български писател белетрист, автор на книги за възрастни и деца.

## Биография
Роден е на 3 юни 1939 г. в странджанското село Крушевец. Средното си образоване завършва във Варна (1957), висшето — във Варненския икономически институт (1962).
Работи като журналист и редактор в Радио Варна (1965–1966), във вестник „Народна младеж“ (1969), издателство „Български писател“ (1974–1987) и списание „Съвременник“ (1990–1992). От 1993 до 2000 г. е директор на държавното издателство „Отечество“. През 2000 г. основава частното издателство „Отечество – София“.
Книгите му са преведени на руски, сръбски, полски, унгарски, чешки, испански и други езици.
През 2009 г. е обявен за почетен гражданин на Бургас.
Умира на 8 март 2016 г. в София.

## Награди
Носител е на престижни литературни награди. През 2005 г. получава Голямата литературна награда на Бургаския регион „Златен Пегас“ за цялостно литературно творчество.
През 2009 г. е носител на наградата „Петко Славейков“ за постижения в творчеството за деца и юноши.